# شادي لويس بطرس
شادي لويس بطرس أو شادي أسعد أو شادي لويس بطرس أسعد (1 يوليو 1978 -)، كاتب صحافي وروائي وباحث واخصائي نفسي مصري بريطاني، مقيم في لندن منذ سنة 2006، كان ناشطًا سياسيًا في حركة كفاية المعارضة لبقاء الرئيس المصري السابق حسني مبارك في السلطة. اعتبرت وكالة أسوشيتد برس روايته «طرق الرب» تستكشف وضع المسيحيين المصريين وعلاقتهم بالكنيسة والدولة و«مثال نادر لعمل روائي مصري شخصياته الأساسية مسيحية». ينشر مقالاته في العديد من المواقع والصحف العربية، مثل القدس العربي ومدى مصر والسفير وحبر والمدن، وترجم بعضها إلى الإنجليزية والألمانية والروسية.

## المسيرة المهنية
تخرج شادي لويس بطرس أسعد (الاسم بالكامل) من قسم الهندسة المدنية بجامعة عين شمس سنة 2000، وعمل بين مصر والسعودية، قبل أن ينتقل إلى المملكة المتحدة سنة 2006، حيث نال دبلومة في العلاج النفسي الوجودي، وماجستير في علم النفس من جامعة شرق لندن، وعمل مع هيئة الصحة العامة البريطانية. يكتب بانتظام منذ سنة 2011 في موقع المدن اللبناني. وعمل مترجمًا في الفيلم الوثائقي السوري البريطاني «من أجل سما» الفائز بجائزة البافتا سنة 2020.
تأثر شادي لويس بطرس بيحيى حقي وإبراهيم أصلان، وكتب ثلاث روايات - «طرق الرب» و«على خط جرينتش» و«تاريخ موجز للخليقة وشرق القاهرة» - صدرت بين عاميْ 2018 و2021. و«تُعد طرق الرب سيرة ذاتية بطريقة ما لكنها خيالية أيضًا. كمؤلف يمكنك أن تختبئ وتكون أقل وضوحًا في الرواية يمكنك بسهولة تغيير الأسماء والأحداث والمصائر ويمكنك الكذب بقدر ما تريد دون معضلات أخلاقية. قد تكون كتابة رواية طريقة مثالية للإدلاء باعتراف علني طويل - بدون الفضيحة. ربما ليس من قبيل المصادفة أن يتم كتابة طريق الرب كسلسلة من الاعترافات لكاهن». ولكن روايته الثانية «اتّخذت شكلاً مغايراً من حيث طريقة بنائها، التي أشبه ما تكون بقصصٍ قصيرةٍ تمثّل فصول الكتاب الثمانية، والتي تم نسج بضعة خيوطٍ بينها لتشكّل في النهاية روايةً تعرض جزءاً من نضال الإنسان في ظل قرن الاغتراب (وفق المعنى الماركسي) الذي نعيشه». وفي روايته الثالثة والأخيرة، «يواصل شادي لويس تعرية طبقات جديدة من التاريخ السياسي والاجتماعي للأقباط في مصر، لحظات منسية أو محجوبة قسراً من التاريخ الرسمي، لكنها محفوره في الذاكرة الفردية والجماعية للأقباط، رابطاً بينها وبين قصة الخليقة وتطور اللغة والكتاب المقدس نفسه». وستصدر الترجمة الألمانية لرواية «على خط جرينتش» في يونيو 2023.

## رفض جائزة ساويرس الثقافية
في 8 يناير 2023، فازت رواية شادي لويس بطرس "تاريخ موجز للخليقة وشرق القاهرة" بجائزة ساويرس الثقافية للرواية، لكنه أعلن في اليوم نفسه تنازله عن الجائزة، معنويًا وماديًا (نحو 55 ألف دولار)، وطلب شطب اسمه من قوائم الفائزين، مما سبب جدلًا كبيرًا داخل الأوساط الثقافية.

## مؤلفاته

### الراويات
- طرق الرب، دار الكتب خان، القاهرة، 2018
- علي خط جرينتش، دار العين، القاهرة، 2020
- تاريخ موجز للخليقة وشرق القاهرة، دار العين، القاهرة، 2021

### الدراسات
- فوكو في ميدان التحرير: البنية الخطابية للحشود (بالإنجليزية: Foucault in Tahrir Square: Discourse Analysis & The Social Construction of Crowd)، 2018

### بالشراكة مع آخرين
- ماركس وفلسفة الأمل، مع شيرين أبو النجا وثائر علي ديب وآخرون، دار المرايا للإنتاج الثقافي، القاهرة، 2018
- لوركا العربي، مع جون بيلامي فوستر وعماد أبو صالح وآخرون، دار المرايا للإنتاج الثقافي، القاهرة، 2019

## وصلات خارجية
- صفحة شادي لويس بطرس على موقع جود ريدرز